# Oudste (rang)
De benaming oudste was in gebruik bij de Nederlandse vleetvisserij om daarbinnen de rang van een desbetreffend bemanningslid op het vissersschip aan te geven. De rang liep min of meer in de pas met die van een oude-jongen op een vissersschip dat de beugvisserij of de trawlvisserij uitoefende. Een dergelijke 'oude-jongen' werd ook wel als oudste aangeduid. In het algemeen waren aan boord van een dergelijk vissersschip twee oudsten aan boord.

## Scholing en taken
Een oudste had aan boord van het schip al een praktijkgerichte leerschool van een aantal jaren achter zich. Zoals alle oudere haringvissers was ook een oudste zijn loopbaan begonnen als afhouder. Het volgende stadium was minimaal één jaar later en dat hield de rang in van reepschieter. Na minimaal weer één jaar volgde de rang van jongste en omstreeks een tweetal jaren erna kon hij de positie bereiken van oudste. Desondanks werd een oudste nog steeds beschouwd als een der jongeren. Alvorens de overstap naar de status van volwaardig matroos te bereiken wachtte voor een oudste eerst nog de stap naar 7/8ste matroos. Deze verdiende iets minder dan een volwaardige matroos.  
Aan het eind van de 19e eeuw werd van verschillende zijden door belanghebbenden aangedrongen op een scholing van jongeren die visser wilden worden. Dit onderwijs kreeg duidelijk gestalte in het begin van de 20e eeuw. Voor jeugdige vissers rond de leeftijd van 16 jaar en ouder ontstond de mogelijkheid, zich te bekwamen in de theoretische kanten van de visserij. Met name voor de oudsten die al enkele jaren de zeevisserij in haar praktijk hadden meegemaakt - en intussen de leeftijd hadden bereikt om de materie op waarde te schatten - was zo'n opleiding interessant. Na een aantal jaren varen als matroos en met een diploma op zak lag vanaf dan op den duur de rang van stuurman of wellicht zelfs uiteindelijk die van schipper voor hem open. 
Omdat een oudste zich qua niveau dicht bij een - in rang boven hem staande - matroos bevond, kwamen de werkzaamheden van die oudste al goeddeels overeen met de bezigheden van zo'n matroos. Hij had inmiddels omstreeks vier tot vijf jaar zijn ervaring op een logger opgedaan en zijn verantwoordelijkheden gingen zwaarder wegen. Terwijl de ene oudste aan dek meehielp bij het overboord zetten van de vleet, stond de andere oudste aan het roer. Dit werd tussentijds onderling omgewisseld. Voorafgaand aan het binnenhalen van de vleet zetten de twee oudsten op het dek de last in. Deze was een verbinding van lange planken tussen de krebbes van de bak- en stuurboordzijde waarin de haring vanuit de ingehaalde netten belandde. Verder zetten de oudsten bij het halen van de vleet het achterzeil - het z.g. 'gatzeil' - in de goede stand. 

## Andere bemanningsleden
Naast de oudste waren er circa 14 andere bemanningsleden, de schipper, de stuurman, circa vijf matrozen (de matroos-kok was een hunner), een lichtmatroos; een jongste, een reepschieter, een afhouder, en later bij de gemotoriseerde schepen, een motordrijver of monteur. 
Zij verwerkten de haring, stuwden, indien nodig, de met haring gevulde tonnen in het ruim en hielpen met het kuipen van de tonnen. Het traditionele bakken van pannenkoeken op zaterdagavond was taak van een oudste. De vijf jongeren - waaronder dus ook de twee oudsten waren begrepen - liepen geen wacht. De verantwoordelijkheid daarvoor was te groot. Zo'n verantwoordelijkheid betrof namelijk niet uitsluitend het belang van het vissersvaartuig en zijn bemanning, maar ook dat van hun in zee staande vleet die in elkaar kon draaien, kon worden overvaren of met een andermans vleet worden verward.